# Alexandra Gilbreath
Alexandra Gilbreath (Chalfont St Giles, 28 maart 1969) is een Engelse actrice.
Gilbreath studeerde drama aan het LAMDA en is vooral actief in het theater. Ze werkte onder meer samen met het toneelgezelschap de Royal Shakespeare Company, waaronder de verschillende theaterstukken
The Taming of the Shrew, Romeo and Juliet, The Tamer Tamed en The Winter's Tale,
alsook in de musicaladaptatie The Merry Wives of Windsor.
In 1996 won Gilbreath de Ian Charleson Award voor haar rol als Hedda Gabler naar het gelijknamige toneelstuk.
In de theaterversie van Carl Hiaasens Lucky You, dat op het Edinburgh Fringe Festival in 2008 in première ging, vertolkte ze de rollen van Trish & Kate.
Op het kleine scherm werd Gilbreath bekend als Stella Moon in de serie Monarch of the Glen. Ook in de populaire ITV-dramareeks The Bill
vertolkte ze een rol, namelijk die van Pat Kitson, de Sun Hill seriemoordenaar. Daarnaast maakte ze verschillende gastoptredens in Britse series,
waaronder A Touch of Frost, Midsomer Murders, Taggart & Casualty.